# Mycena californiensis
Espèce
Le mycène de Californie (Mycena californiensis, anciennement Mycena elegantula) est une espèce de champignons de la famille des Mycénacées.

## Référence taxinomique
- (en) Index Fungorum : Mycena californiensis